# ニンフフィッシング
ニンフフィッシングとは、水棲昆虫のニンフ（蛹）を模したフライを用いて、水面下に沈めて、対象魚（ニジマス、ブラウントラウト、イワナ、ヤマメ等の鮭鱒類）を狙うフライ・フィッシングの釣法のひとつ。
歴史としては、19世紀にイギリスのフランク・ソーヤーが確立した釣法である。特に水温が低い、水面上に魚が興味を示していない、等の釣り人にとってシビアな状況に、水面下に沈めて主食となるニンフを模したフライを送り込む手法は効果的である。
英国から米国に渡ったこの釣法は「アウトリガー」というミャク釣りスタイルを確立し、日本に渡ってからは「ルースニング」というマーカーを目印にした浮き釣りのようなスタイルが浸透し多くの入門者や初心者に親しまれている。
現在は、ヨーロピアンニンフィングというヨーロッパのフライフィッシング競技会の歴史の中で進化してきたニンフフィッシングが世界的に高い評価を受け、日本でもその効果が実証され始めている。
主なフライに「フェザントテールニンフ」「ゴールドリブドヘアーズイヤー」等がある。